# Ha'il (pokrajina)
Haʾil (arapski: حائل) - pokrajina u Saudijskoj Arabiji, koja se nalazi na sjeveru zemlje. Ima površinu od 103,887 km², a broj stanovnika iznosi 527,033 (2004.). Glavni grad je Haʾil. 
Pokrajina se dijeli u četiri distrikta: (u zagradi broj stanovnika):
- Baqa 38.778
- Al-Ghazalah 94.670
- Ha'il 356.876
- As Shinan 36709

Trenutni guverner pokrajine je princ Saud bin Abdul-Muhsin. Muqrin bin Abdulaziz bio je bivši guverner provincije od 1980. do 1999. godine.